# Ribasaltas
Ribasaltas (llamada oficialmente San Pedro de Ribas Altas) es una parroquia española del municipio de Monforte de Lemos, en la provincia de Lugo, Galicia.

## Otras denominaciones
La parroquia también es conocida por los nombres de San Pedro de Afora de Rivasaltas y San Pedro de Ribasaltas.

## Límites
Limita con las parroquias de Chao de Fabeiro y Valverde al norte, Parte al este, Reigada y Monforte de Lemos al sur, y Seoane al oeste.

## Organización territorial
La parroquia está formada por diecisiete entidades de población, constando catorce de ellas en el nomenclátor del Instituto Nacional de Estadística español:

### Entidades de población
Entidades de población que forman parte de la parroquia:
- A Ponte
- Barrio (O Barrio)
- Barxa (A Barxa)
- Bergazos
- Campo (O Campo)
- Custeiro (O Costeiro)
- Eirexe (A Eirexa)
- Espido (O Espido)
- Freixo
- Lodeiro (O Lodeiro)
- Outeiriño
- Outeiro
- Pacios
- Porto (O Porto)
- Veiga (A Veiga)

### Despoblados
Despoblados que forman parte de la parroquia:
- Estrada (A Estrada)
- O Mato

## Demografía
| Gráfica de evolución demográfica de Ribasaltas entre 2000 y 2020 |
|                                                                  |
| Datos según el nomenclátor publicado por el INE.                 |